# 松本美樹
松本 美樹（まつもと みき、1918年5月30日 - 2001年）は、日本の元プロデューサー、元作家。宣弘社に所属していた。愛媛県出身。本名は松本 美喜男。長男は、フジテレビで外信部記者、解説委員、ニュースキャスターを務めた松本方哉。
アニメ『サザエさん』の初代プロデューサーなどを務めた。

## 来歴
旧制中学校卒業後に作家を目指し、両親に勘当同然の扱いを受けるも叔父を頼り上京した。日本大学芸術学部卒業後は、作家の横光利一に弟子入りした。
第二次世界大戦時は召集され、シベリアに抑留される。
終戦後は帰国し、大正製薬の宣伝課長に就任した。その後、宣伝で携わった縁から宣弘社に転職した。
宣弘社入社後は東芝の専任部門「東芝分室」を立ち上げ、同社が提供する特撮番組『光速エスパー』やアニメ『忍風カムイ外伝』のプロデューサーを務めた。
1969年、アニメ『サザエさん』のプロデューサーを担当した。脚本や絵コンテのチェックをはじめ作品を総括するなど事実上の総監督を務め、現在の作風を確立させるなど作品に大きく影響を与えた。
1985年、宣弘社が電通の子会社に買収された影響により、約15年担当した『サザエさん』のプロデューサーを降板することとなった。
2001年頃、脳梗塞の闘病中に死去した。83歳没。

## 人物
凝り性な性格で、仕事も趣味も始めると納得がいくまで修正するなど一身を投じたという。鷺巣政安からは「切れ者のプロデューサーだった」と評されている。
作家としては、3冊の私小説を自費出版している。また、伊藤桂一と親交があった。
文筆活動をやめてからは、絵画を趣味としていた。

### サザエさんに関して
アニメ『サザエさん』は、原作者の長谷川町子から「美樹さんのサザエさんを作って」と一任され、自身も「サザエさんは私小説だ」と公言していた。そのため、思い入れも人一倍強かったとされる。
長谷川町子からは信頼される一方、町子の姉である長谷川毬子（姉妹社社長）とは作品をめぐり口論するなど良好な関係ではなかったといい、ある時期からは些細な出来事を機に、激怒した毬子によって長谷川家を出禁になっていた。ただし、降板直前に毬子から宣弘社を独立しての『サザエさん』に関する版権の一任を打診されるなど、一定の信頼はされていたという。
サザエ役となった加藤みどりに対しては、他のアニメへ出演しないように求め「あなたにはちゃんとした家庭があるので大丈夫ですね」「あなたにとって、どの百本にも勝る大切な一本にしてあげます」と説得し番組へ専念させたほか、降板までは年に2度ほど食事へ誘い「サザエさんは明るいけれどバカじゃない。女性の愛らしさを残さなくてはいけない。分かっていますか?」などと“お説教”ならぬ演技指導を行っていた。これらには「主人公の君（加藤）が一生懸命にやっていると、その姿を見た他のスタッフも君の頑張りに応えようと一生懸命になり、良い番組になる」という真意があったといい、加藤はのちに松本を「多くのことを教えられた、特別な存在」としている。
加藤への演技指導の際に「これはずっと続けますよ、家庭の話だからです」と語ったことがある。松本はこのことに関して「家庭と家族というのは毎日同じことをやっているようでも実は違う。子供も大人も毎日が同じようで違う。だからいくらでもテーマになる、話題につきない。いわゆるホームドラマではあるけど、家族構成のなかで作れる話です」と述べており、それらの要素を丁寧に拾い作品にする方針を立てていた。
多くのスタッフからは大きな信頼を寄せられ、降板時にはメインライターの辻真先、雪室俊一、城山昇が追随して一時降板した。出演声優も相次いで降板を申し出たため、その影響の強さを顧みた制作会社社長はスタッフに「今後は松本と一切連絡をとるな」と通達するほどだったという。

## 参加作品

### テレビドラマ
- 光速エスパー（1967年）

### テレビアニメ
- 忍風カムイ外伝（1969年）
- サザエさん（1969年 - 1985年）
- のらくろ（1970年）
- アストロガンガー（1972年）

## 著書
- 『雛の肉』近藤書店　1955
- 『渚・冬の柳』松本美樹作品集　馬込文庫　1970
- 『太陽ゐるゐるヨ』馬込文庫　1971